# Hidetoshi Mitsusada
Hidetoshi Mitsusada (jap. 光貞秀俊 Mitsusada Hidetoshi; ur. 29 grudnia 1970 roku w Osace) – japoński kierowca wyścigowy.

## Kariera
Japończyk w latach 1994–1997 brał udział w Japońskiej Formule 3000, która w sezonie 1996 została przekształcona w Formułę Nippon. Po trzech latach startów, bez zdobyczy punktowej, w roku 1997 Hidetoshi wreszcie zaczął się liczyć w stawce. Ostatecznie z dorobkiem jednego zwycięstwa zmagania zakończył tuż za podium, na 4. pozycji.
W 1998 roku Mitsusada wyjechał do Europy. W sierpniu Japończyk zastąpił w brytyjskiej ekipie Nordic Racing Irlandczyka Kevina McGarrity'ego. W ciągu trzech rund Hidetoshi nie zdobył jednak punktów, najlepiej spisując się podczas wyścigu w Niemczech, gdzie zajął 15. pozycję. Dwa lata później reprezentant Japonii podpisał kontrakt z ekipą WRT. Wyjątkowo słaby bolid nie pozwolił mu jednak zakwalifikować się do żadnego z wyścigów i po rundzie w Hiszpanii Japończyk odszedł z zespołu, będąc zastąpionym przez Brytyjczyka Marca Hynes.
W tym samym sezonie był kierowcą testowym włoskiego zespołu Benetton.